# Echiniscus malpighii
Echiniscus malpighii är en djurart som tillhör fylumet trögkrypare, och som beskrevs av Vladimir I. Biserov 1994. Echiniscus malpighii ingår i släktet Echiniscus och familjen Echiniscidae. Inga underarter finns listade i Catalogue of Life.